# Mihael Sautter
‎Mihael Sautter, nemški jezuit, pedagog, jezikoslovec, prevajalec, teolog in filozof, * 19. avgust 1618, Riedling (Nemčija), † 18. julij 1684, Linz (Avstrija).
Bil je rektor Jezuitskega kolegija v Ljubljani (28. avgust 1660 - 24. september 1663), v Passau (16. september 1666-5. februar 1670 in 6. maj 1673-1676) in na Dunaju (8. september 1675-29. oktober 1680).
Predaval je hebrejščino, filozofijo, kontraverzno, sholastično in moralno teologijo.